# Dallol (vulcano)
Dallol è il nome di una cittadina dell'Afar, ma anche di un cratere vulcanico dalle caratteristiche uniche. 

## Descrizione
Situato nel nord-est dell'Etiopia, nella depressione della Dancalia, il cratere è il risultato dell'esplosione di una camera magmatica della Valle del Rift, posta sotto un importante deposito di sale, lasciato dopo che il Mar Rosso si era ritirato da questa depressione. La regione, una vasta landa salina e desertica dove le temperature possono raggiungere i sessanta gradi, è considerata uno dei luoghi più inospitali della terra.
Questa vasta zona desolata è conosciuta per le sue curiose formazioni geologiche: sorgenti calde acide, montagne di zolfo, coni di sale, piccoli geyser gassosi, vasche di acidi isolate da cornici di cristalli di sale e concrezioni, di evaporiti, di zolfo, di cloruro di magnesio o di soda solidificati. Il tutto su un fondo bianco, giallo, verde o rosso ocra, colori dati dalla forte presenza di zolfo, ossido di ferro, e di vari altri minerali.
Il sito, come i numerosi altri vulcani della zona è il risultato dell'allontanamento della placca araba dalla placca africana con la creazione in prospettiva di un nuovo fondale marino in estensione dal Mar Rosso.
Nella lingua afar, "Dallol" significa "disciolto", in riferimento alle molte sorgenti acide che spesso diventano trappole mortali per animali e uomini.

## Storia
L'ultima eruzione, di tipo freatico, del vulcano risale al 1925.
Il vulcano è stato per lungo tempo poco frequentato, al contrario dell'Erta Ale, solo pochi vulcanologi lo avevano esplorato. Solo nel 2001 la zona è stata resa oggetto di visite guidate. Una popolare trasmissione televisiva francese, Ushuaïa Nature, nel 2005 rese nota al grande pubblico questa regione.
Già i primi colonizzatori attraversarono la regione nel XVII e XVIII secolo. Ma l'inospitalità della depressione, il calore insopportabile che vi domina e i pericoli del territorio (vasche acide, emanazione di gas tossici....) non hanno di certo favorito le spedizioni nei dintorni del cratere. Al contrario del vicino vulcano Erta Ale, che era molto più accessibile, in particolare per la sua altitudine.
La regione non è ancora tutelata come parco nazionale, solo il suo isolamento lo protegge dai visitatori. Un progetto di parco è in studio. Oltre alle difficoltà insite nel territorio, la regione è stata poco visitata a causa della guerra tra Etiopia e Eritrea; ancora oggi scontri e incursioni sono frequenti e le eventuali visite turistiche sono fortemente sconsigliate.

## Geologia

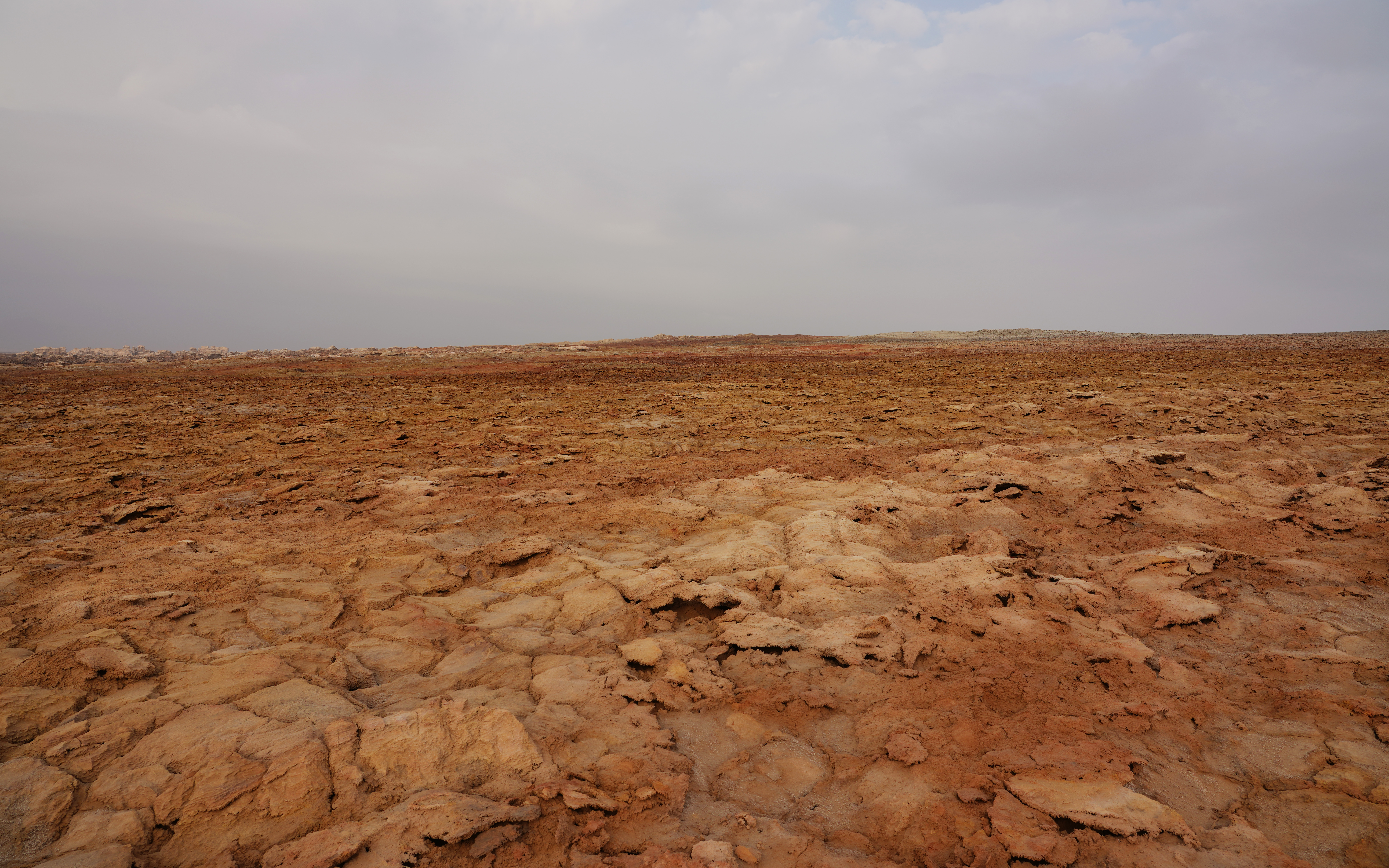
Il deserto visto dalle pendici del Dallol.

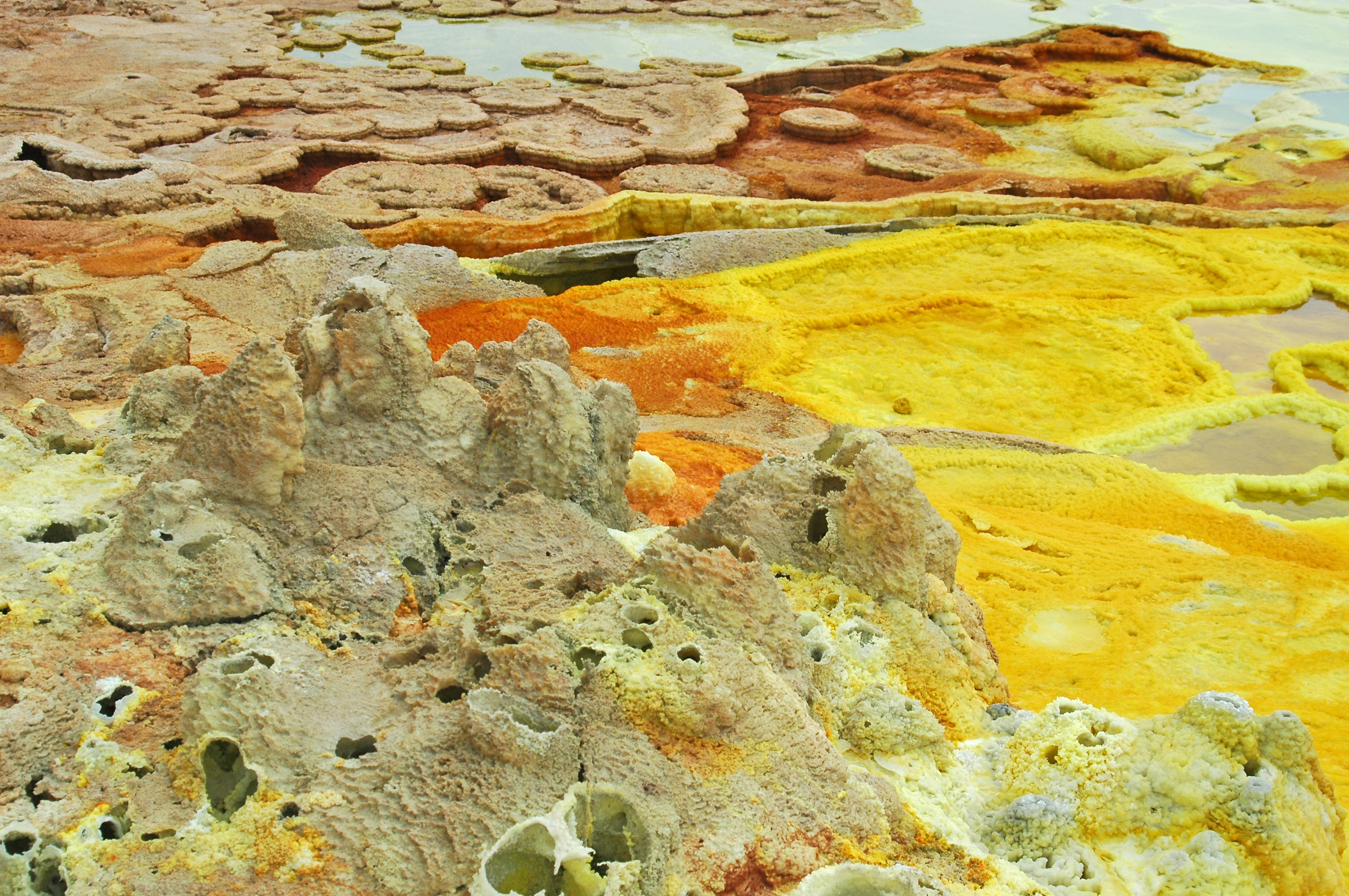
Formazioni saline e sulfuree sul Dallol. Si notano le concrezioni a forma di fungo (in secondo piano a destra), vasche di soda, colorate in giallo e arancio dallo zolfo (in primo piano a destra) e concrezioni spugnose (primo piano a sinistra).

L'area del vulcano è una vasta landa salina ai cui bordi sorgono molti camini delle fate, occupata da innumerevoli sorgenti calde sulfuree, geysers, fumarole, depositi di sale e zolfo, concrezioni a forma di terrazza e di fontana. Il sale della depressione si mischia ai minerali vulcanici, come lo zolfo, per creare formazioni cristalline uniche al mondo.
In certe sorgenti calde si manifestano delle piccole colate di sale di bisolfiti e di zolfo. I minerali fluiscono da camini e geyser che abbondano nel sito.
Spesso le emissioni dei geyser e delle fumarole sono tossiche. Non di rado si trovano dei cadaveri di piccoli animali, nei piccoli crateri. Inoltre il suolo fragile cela vasche acide che diventano delle vere e proprie trappole per animali e uomini. Altra particolarità, i piccoli geyser, presenti solo in questo luogo. Vi si notano ingiallimenti permanenti di gas sulla superficie degli stagni acidi con concrezioni a forma di spugna formata da cristalli di sale o emissioni di goccioline di acqua calda con strani gorgoglii.
Le formazioni di camini delle fate composti di sale formano i rilievi del cratere, dando al vulcano un aspetto insolito. Queste formazioni geologiche sono state formata quando il Mar Rosso inondò a più riprese la depressione, molte migliaia di anni fa. Le evaporazioni successive dell'acqua marina, hanno formato dei depositi salini imponenti, in parte costituite da colonne di soda.
Il Dallol, a causa delle particolari condizioni del sito, è un vulcano unico nelle sue caratteristiche, anche se il vulcano dell'Erta Ale ha, in parte, forme di emissioni solforose e saline simili.

## Attività umana
La regione è completamente disabitata. Solo la popolazione degli Afar vive nelle vicinanze, dedicandosi all'estrazione del sale, che viene poi trasportato a dorso di dromedario nei centri abitati lontani anche centinaia di chilometri dalla depressione. Il potenziale geotermico del sito non è, per il momento, sfruttato.
Nella zona del cratere esiste una città fantasma, sono i resti dell'impianto di estrazione del potassio costruito dall'Italia in epoca coloniale, abbandonato negli anni trenta. Venne riutilizzato dagli americani negli anni cinquanta, come base scientifica e militare. Nel 1928 la Società Mineraria Coloniale italiana installò una linea ferrata Decauville per il trasporto dei sali potassici dai giacimenti di Dallol a Marsa Fatima sul Mar Rosso (Nesbitt Ludovico. La Dancalia esplorata. Bemporad, Firenze 1930). Sulla linea operava anche un’automobile Ford opportunamente modificata.
Il tutto venne completamente abbandonato negli anni sessanta. Resti dell'insediamento sono ancora visibili con intelaiature di ferro corrose e arrugginite dall'umidità acida del vulcano e progressivamente ricoperte da concrezioni prodotte dalle sorgenti calde.